# Zabrze
Zabrze je grad na jugozapadu Poljske. Ima oko 189.000 stanovnika (2008.). Od 1999. godine smješten je u Šleskom vojvodstvu, a do tada je bio u vojvodstvu Katowice (1975. – 1998.).

## Šport
- Gornik Zabrze - nogometni klub

## Vanjske poveznice
- Službena stranica